# سیریپوچ گولنوی
سیریپوچ گولنوی (انگلیسی: Siripuch Gulnoi؛ زادهٔ ۱۷ ژوئیه ۱۹۹۳) با نام سابق راتیکان گولنوی وزنه‌بردار زن اهل تایلند است.
وی در مسابقات کشوری و بین‌المللی در مجموع برندهٔ ۳ مدال برنز شده‌است.